# Aster bellidiastrum
Aster bellidiastrum — вид квіткових рослин з родини айстрових (Asteraceae). Ареал: Албанія, Австрія, Словаччина, Франція, Німеччина, Греція, Угорщина, Італія, Польща, Румунія, Швейцарія, Ліхтенштейн, Словенія, Хорватія, Боснія і Герцеговина, Чорногорія, Сербія, Косово.

## Середовище
Зростає на вологих вапнякових скелях, осипах, на джерельних ділянках і низьких луках від передгір'я до альпійського рівня. На низьких висотах росте в півтіні, а вище межі лісу досягає відкритих місцезростань

## Біоморфологічний опис
Це трав'яниста багаторічна рослина 10–30 см заввишки, листки в приземній розетці, черешкові, обернено-яйцеподібні або еліптичні. З центру розетки росте безлисте стебло, яке увінчане однією квітковою головою. Язичкові квітки переважно білі, рідше рожеві, а трубчасті квітки жовті. Плід — сім'янка з білим пушком. Цвіте з травня по вересень.